# Jaroslav Plašil
Jaroslav Plašil, češki nogometaš, * 5. januar 1982, Opočno, Češkoslovaška.
Plašil je bil dolgoletni vezist Bordeauxa in češke reprezentance.